# Föreningen för Kanot-Idrott

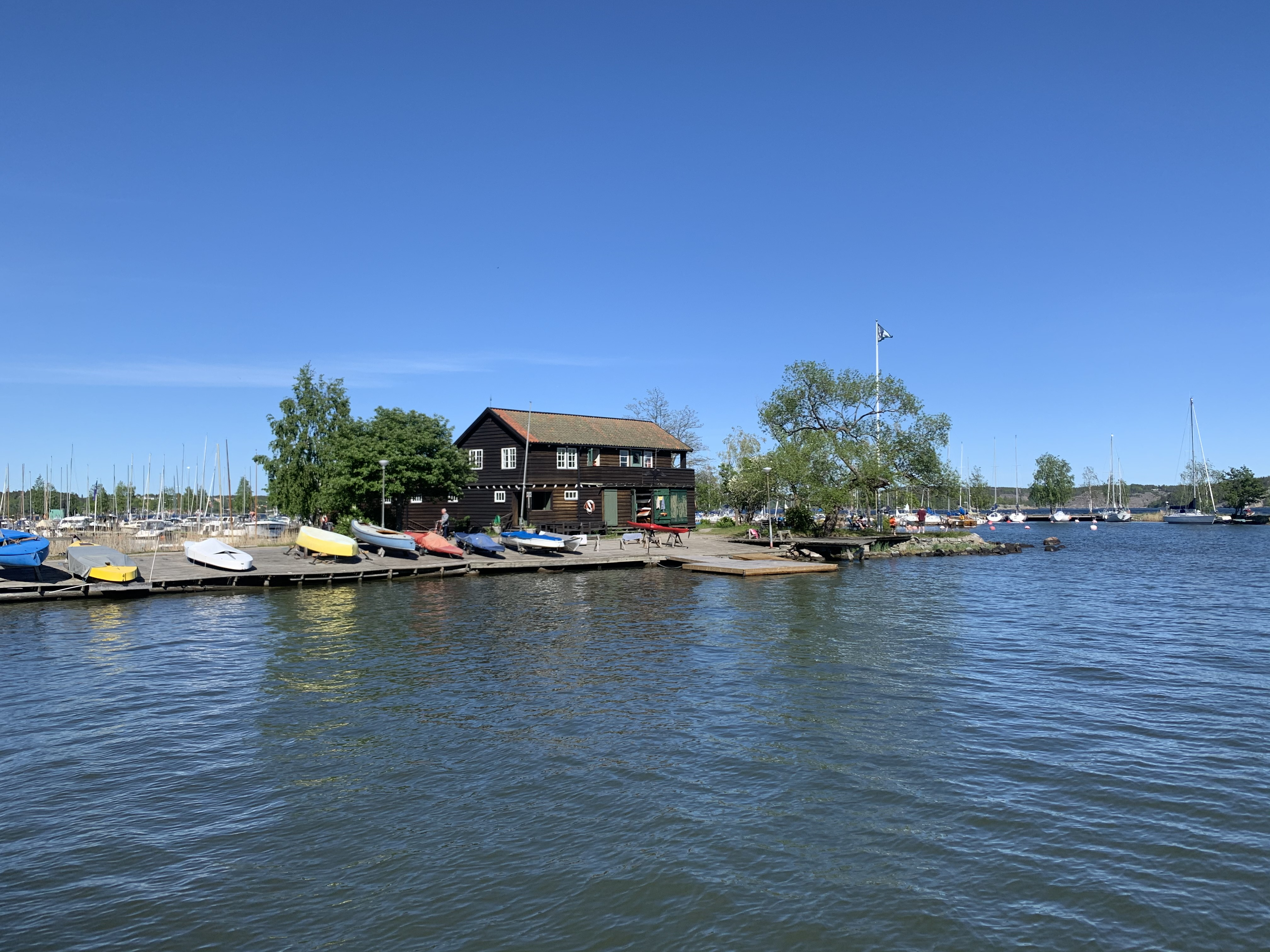
Das Bootshaus des Vereins auf der Insel Måsholmen bei Djurgården

Der Föreningen för Kanot-Idrott, FKI, oder im internationalen Kontext Stockholm Canoe Club, ist ein Kanuverein in Stockholm, Schweden. Im Jahr 1900 gegründet, ist er Schwedens ältester Kanu-Club und bestand bereits vier Jahre vor Gründung der nationalen Kanu-Organisation Svenska Kanotförbundet. Der Club hat zwei Sektionen für Paddeln und Segelkanus.
Der Club liegt auf der Insel Måsholmen, direkt außerhalb von Djurgården im Zentrum von Stockholm.
Der FKI leistete Pionierarbeit im Paddeln und Segelkanufahren in Schweden, inspiriert vom schwedischen Marineoffizier Carl Smith und indirekt von John MacGregors Kanutour von 1866 von Kristiania nach Stockholm. Eine Reihe von Clubmitgliedern haben eigene innovative Kanus konstruiert, z. B. Sven Thorell, Gerhard Högborg, Arvid Rosengren und Nils-Göran Bennich-Björkman. Die ersten modernen Rennkajaks sowie die ersten Segelkanus der schwedischen Bauart (für ausgedehnte Schärenfahrten und zum Übernachten geeignet) stammen von FKI-Mitgliedern.
Ab 1907 veranstaltete der FKI die ersten schwedischen Meisterschaften im Paddeln.
Seit 1906 veröffentlicht der Verein die Schriftenreihe Kanotidrott; die neueste Ausgabe ist 2016 zum 150. Jahrestag des ersten Kanus in Schweden erschienen.